# Stazione di Castel Gardena
La stazione di Castel Gardena (in tedesco Haltepunkt Fischburg-Regensburgerhütte) era una fermata della ferrovia della Val Gardena. Situata presso la località di Plan da Tieja, nel comune di Selva di Val Gardena, prendeva il suo nome dal vicino castello seicentesco.
In lingua tedesca la stazione portava anche la denominazione Regensburgerhütte, alludendo al fatto che proprio da Plan da Tieja si diparte il sentiero che collega Selva con il Rifugio Firenze.

## Storia
La fermata venne attivata contestualmente all'apertura della linea di competenza, il 6 febbraio 1916, dopo cinque mesi di lavori).
La gestione dell'infrastruttura era curata inizialmente dalle Ferrovie Regie Imperiali dell'impero austro-ungarico (KuK). Nel 1918, al termine della prima guerra mondiale, il territorio della provincia di Bolzano passò sotto la giurisdizione dell'Italia: il governatore militare Guglielmo Pecori Giraldi decretò pertanto che la gestione della linea della Val Gardena (e quella delle relative stazioni) venisse affidata alle Ferrovie dello Stato.
In tale frangente la linea (nata per scopi legati alla logistica militare dell'esercito asburgico) venne fatta oggetto di alcuni interventi atti ad adibirla al trasporto di persone e merci a scopi civili. Completati i lavori, la ferrovia della Val Gardena (e con essa la stazione di Castel Gardena) fu riattivata il 5 febbraio 1919.
La stazione seguì la sorte della linea di competenza: lasciata priva di adeguati interventi di miglioramento e potenziamento, la Chiusa-Plan cessò di esistere il 28 maggio 1960. Negli anni successivi tutte le infrastrutture (fermate e stazioni incluse), ormai cadute in disuso, furono demolite.

## Strutture e impianti
La fermata era costituita da un piccolo spiazzo dotato di panchine, privo di fabbricato viaggiatori e/o di pensiline a servizio del binario.
Dopo la chiusura della linea il sedime ferroviario venne riconvertito in sentiero pedonale.